# Ramadasa nisulus
Ramadasa nisulus är en fjärilsart som beskrevs av Felix Bryk 1915. Ramadasa nisulus ingår i släktet Ramadasa och familjen nattflyn. Inga underarter finns listade.